# Mursi (Sprache)
Mursi ist eine Sprache, die vom gleichnamigen Volk der Mursi im Südwesten  Äthiopiens gesprochen wird. Andere Namen für Mursi sind Dama, Merdu, Meritu, Murzi oder Murzu.
Mursi gehört zu den surmischen Sprachen, die zu den ostsudanischen Sprachen innerhalb der nilosaharanischen Sprachfamilie gezählt werden. Die nächste Verwandtschaft besteht zu Chai und Tirma.

## Phonologie
Die Transkriptionen in diesem Abschnitt folgen dem Internationalen Phonetischen Alphabet.
Mursi kennt 7 Vokale und 22 Konsonanten. Die Vokale können an jeder Stelle eines Wortes stehen. Die Vokale von Mursi sind i, e, ɛ, a, ɔ, o und u.
Die  22 Konsonanten sind
| Bilabial | Alveolar      | Postalveolar | Palatal     | Velar | Glottal |
| -------- | ------------- | ------------ | ----------- | ----- | ------- |
| b ɓ m w  | t d s z n ɪ r | ɗ            | ʃ tʃ d͡ʒ ɲ j | k g ɳ | ʔ h     |

## Schriftsprache
Ursprünglich gab es keine Schriftform von Mursi. Heute existieren jedoch zwei auf unterschiedlichen Schriften basierende Schreibweisen. Die auf der äthiopische Schrift basierende Schreibweise wurde ab 1989 von evangelischen Missionaren zusammen mit Mursis aus der Region Makki am Mago entwickelt. Die zweite auf dem lateinischen Alphabet basierenden Schrift wurde an der Universität von Addis Abeba ursprünglich zur Transkription und als Lautschrift entwickelt.